# NBAサマーリーグ
NBAサマーリーグ（英語: NBA Summer League）は、NBAのシーズンオフに行われるトーナメント戦で、ラスベガスサマーリーグとオーランドサマーリーグから成る。各チームが、前シーズンのラインアップとは異なる選手を試すために行われる。一般的に、新人、若い控えの選手、NBA実績のない選手を、チームが契約するかどうか決定することを目的に、リーグに招待される。ファンだけでなく、メディアの主な利点は、トップルーキーのプレビューにより、学生バスケットボールからNBAへの移行を確認できることである。過去のNBAプレーヤーが、海外やGリーグからNBAのロースター上にカムバックを図るための場でもある。

## 開催地
現在、2か所で開催されているサマーリーグの一つはラスベガスで開催され、もう一つはアムウェイ・センター内にあるオーランド・マジックのための練習コートで開催されている。2008年までは、ロッキーマウンテン・レヴュー（ユタ・ジャズが経営する）で開催されていたが、参加チームの減少を理由に2009年に場所を移した。

## 参加チーム

### ラスベガスサマーリーグ
- アトランタ・ホークス
- シャーロット・ホーネッツ
- シカゴ・ブルズ
- クリーブランド・キャバリアーズ
- ダラス・マーベリックス
- デンバー・ナゲッツ
- ゴールデンステート・ウォリアーズ
- ヒューストン・ロケッツ
- ロサンゼルス・レイカーズ
- ロサンゼルス・クリッパーズ
- マイアミ・ヒート
- ミルウォーキー・バックス
- ミネソタ・ティンバーウルブズ
- ニューオーリンズ・ペリカンズ
- ニューヨーク・ニックス
- サンアントニオ・スパーズ
- トロント・ラプターズ
- ユタ・ジャズ
- ワシントン・ウィザーズ

### オーランドサマーリーグ
- ボストン・セルティックス
- ブルックリン・ネッツ
- デトロイト・ピストンズ
- ヒューストン・ロケッツ
- インディアナ・ペイサーズ
- メンフィス・グリズリーズ
- マイアミ・ヒート
- オクラホマシティ・サンダー
- オーランド・マジック
- フィラデルフィア・セブンティシクサーズ

## チャンピオン
| 開催年 | リーグ    | 優勝                               | スコア     | 準優勝                             | リーグMVP                                   | 決勝MVP                |
| ------ | --------- | ---------------------------------- | ---------- | ---------------------------------- | ------------------------------------------- | ---------------------- |
| 2013   | Orlando   | オクラホマシティ・サンダー         | 85–77      | ヒューストン・ロケッツ             | ジェレミー・ラム                            | ジェレミー・ラム       |
| 2013   | Las Vegas | ゴールデンステート・ウォリアーズ   | 91–77      | フェニックス・サンズ               | ヨナス・ヴァランチューナス                  | イアン・クラーク       |
| 2014   | Orlando   | フィラデルフィア・76サーズ         | 91–75      | メンフィス・グリズリーズ           | エルフリッド・ペイトン                      | エルフリッド・ペイトン |
| 2014   | Las Vegas | サクラメント・キングス             | 77–68      | ヒューストン・ロケッツ             | グレン・ライス・ジュニア                    | レイ・マッカラム       |
| 2015   | Orlando   | メンフィス・グリズリーズ           | 75–73 (OT) | オーランド・マジック               | アーロン・ゴードン                          | アーロン・ゴードン     |
| 2015   | Las Vegas | サンアントニオ・スパーズ           | 93–90      | フェニックス・サンズ               | カイル・アンダーソン                        | ジョナソン・シモンズ   |
| 2016   | Orlando   | オーランド・マジック               | 87–84 (OT) | デトロイト・ピストンズ             | アリンジ・オヌアク                          | アリンジ・オヌアク     |
| 2016   | Las Vegas | シカゴ・ブルズ                     | 84–82 (OT) | ミネソタ・ティンバーウルブズ       | タイラス・ジョーンズ                        | ジェリアン・グラント   |
| 2017   | Orlando   | ダラス・マーベリックス             | 83–81 (OT) | デトロイト・ピストンズ             | ドワイト・バイクス                          | ドワイト・バイクス     |
| 2017   | Las Vegas | ロサンゼルス・レイカーズ           | 110–98     | ポートランド・トレイルブレイザーズ | ロンゾ・ボール                              | カイル・クーズマ       |
| 2018   | Las Vegas | ポートランド・トレイルブレイザーズ | 91-73      | ロサンゼルス・レイカーズ           | ジョシュ・ハート                            | K・J・マクダニエルズ   |
| 2019   | Las Vegas | メンフィス・グリズリーズ           | 95-92      | ミネソタ・ティンバーウルブズ       | ブランドン・クラーク                        | ブランドン・クラーク   |
| 2020   | Las Vegas | N/A                                | N/A        | N/A                                | N/A                                         | N/A                    |
| 2021   | Las Vegas | サクラメント・キングス             | 100-67     | ボストン・セルティックス           | デイビオン・ミッチェル キャメロン・トーマス | ルイス・キング         |